# Atteva fulviguttata
Atteva fulviguttata is een vlinder uit de familie Attevidae. De wetenschappelijke naam van de soort werd in 1873 gepubliceerd door Philipp Christoph Zeller.